# Derary
Derary è un comune rurale del Mali facente parte del circondario di Djenné, nella regione di Mopti.